# Pekanbaru
Pekanbaru (ook Pekan Baru of Pakanbaru) is een stadsgemeente in — en tevens de hoofdstad van — de provincie Riau op het eiland Sumatra, Indonesië. De stad heeft een oppervlakte van ongeveer 632 km².

## Geschiedenis
Pekanbaru is ontstaan uit een klein dorpje met de naam Payung Sekaki aan de oever van de Siakrivier. De stichters van het dorpje waren van de etnische groep Senapalan, zodat het dorpje ook bekendstond als Kampung Senapelan.
Ten tijde van de heerschappij van de vierde Sultan van Siak, Sultan Abdul Jalil Alamuddin Syah, werd Senapalan het centrum van het koninkrijk Siak. Na zijn dood zette zijn zoon, Sultan Muhammad Ali Abdul Jalil Muazzam Syah, het werk van zijn vader voort en realiseerde de plannen van zijn vader Pekanbaru tot een handelscentrum te maken door in 1784 een nieuwe markt te creëren, aan de overkant van de rivier. Daardoor werd de naam Senapelan langzaam vervangen door een nieuwe naam: Pekan Baru, ofwel "Nieuwe Markt".
De naam is ook bekend vanwege de aanleg van een 220 km lange spoorweg, de Pakanbaroe-spoorweg in de Tweede Wereldoorlog naar de andere kant van het eiland; waarbij de Japanners Nederlandse en Indonesische dwangarbeiders uiterst wreed behandelden en 80.000 Indonesiërs en 2500 Nederlanders stierven van honger en ontberingen.
In 1959 werd Pekanbaru de hoofdstad van de provincie Riau, daarvoor was Tanjung Pinang de provinciale hoofdstad.
In dit gebied zijn ruim zeventig jaar geleden rijke oliebronnen aangeboord, die de stad grote welvaart hebben gebracht. Dit is zichtbaar doordat extra infrastructuur (bruggen en brede wegen) en aanvullende voorzieningen zoals voetbalstadions, zwembaden etc. zijn gebouwd. Daarnaast is de stad schoon en heeft veel groen.

## Geografie
Pekanbaru wordt door de Siakrivier in tweeën gedeeld. In het noorden, zuiden en westen grenst het aan het regentschap Kampar, in het noorden en oosten aan het regentschap Siak en in het oosten aan het regentschap Pelalawan, allen in de provincie Riau.
De stad is onderverdeeld in twaalf onderdistricten (kecamatan):
- Bukit Raya
- Lima Puluh
- Pekan Baru Kota
- Rumbai
- Sail
- Senapelan
- Sukajadi
- Tampan
- Tenayan Raya
- Payung Sekaki
- Rumbai Pesisir
- Marpoyan Damai

### Klimaat
| Maand                       | jan  | feb  | mrt  | apr  | mei  | jun  | jul  | aug  | sep  | okt  | nov  | dec  | Jaar |
| --------------------------- | ---- | ---- | ---- | ---- | ---- | ---- | ---- | ---- | ---- | ---- | ---- | ---- | ---- |
| Hoogste maximum (°C)        | 36,0 | 35,7 | 36,0 | 37,2 | 36,7 | 39,8 | 36,2 | 39,6 | 35,7 | 36,5 | 35,4 | 37,0 | 39,8 |
| Gemiddeld maximum (°C)      | 31,7 | 32,4 | 33,0 | 33,4 | 33,4 | 33,3 | 33,0 | 32,9 | 32,7 | 32,8 | 32,4 | 31,7 | 32,7 |
| Gemiddelde temperatuur (°C) | 27,1 | 27,5 | 27,8 | 28,2 | 28,3 | 28,1 | 27,8 | 27,7 | 27,6 | 27,8 | 27,5 | 27,2 | 27,7 |
| Gemiddeld minimum (°C)      | 22,5 | 22,5 | 22,6 | 22,9 | 23,1 | 22,9 | 22,5 | 22,5 | 22,4 | 22,7 | 22,6 | 22,6 | 22,7 |
| Laagste minimum (°C)        | 18,7 | 12,5 | 13,4 | 17,0 | 12,4 | 19,0 | 18,5 | 15,5 | 18,0 | 19,0 | 19,0 | 14,6 | 12,4 |
| Bron: cuacalab.id           |      |      |      |      |      |      |      |      |      |      |      |      |      |

## Geboren
- Fiona Tan (1966), Nederlands kunstenaar